# 元贞
元贞（1295年—1297年正月）是元朝时元成宗鐵穆耳第一個的年号，共使用了3年。

## 改元
- 至元三十一年——正月，元世祖去世。四月十四日，元成宗鐵穆耳即位。十一月二十七日，有詔明年改元元貞。[2][3]
- 元貞三年——二月，元成宗有詔改元大德。[4][5]

## 西曆紀年對照表
| 元贞 | 元年   | 二年   | 三年   |
| ---- | ------ | ------ | ------ |
| 公元 | 1295年 | 1296年 | 1297年 |
| 干支 | 乙未   | 丙申   | 丁酉   |

## 同期存在的其他政权年号
- 中國
  - 正治（1297年）：元朝時期—陳空崖之年號
- 越南
  - 興隆（1293年－1314年）：陳朝—陳英宗陳烇之年号
- 日本
  - 永仁（1293年－1299年）：伏见天皇与后伏见天皇之年号

## 深入閱讀
- 李崇智. . 北京: 中華書局. 2004年12月. ISBN 7101025129.
- 鄧洪波. . 臺北: 國立臺灣大學東亞經典與文化研究計劃. 2005年3月  [2021-11-05]. ISBN 9789860005189. （原始内容 (pdf)存档于2007-08-25）.

## 參看
- 中国年号索引

| 前一年號： 至元 | 元朝年号 | 下一年號： 大德 |